# Vescomtat de Montaner
El vescomtat de Montaner fou una jurisdicció feudal del comtat de Bigorra i després part del Bearn.
A la mort de Donat III Llop de Bigorra comte de Bigorra el 945 es van repartir els dominis els seus fills: 
- Ramon I Donat, el comtat de Bigorra
- Oriol, el comtat d'Aura (amb el vescomtat de Labarta) aconseguit per matrimoni
- Odó I el vescomtat de Montaner
- Sanç el vescomtat d'Aster
- Donat senyorius menors
- Erricó, senyorius menors
- Garcia, senyorius menors

Odó I vescomte de Montaner va morir el 1010 i va deixar dos fills, Guillem i Garsenda. Guillem va morir i va deixar la successió al seu fill Bernat Odó II, que va morir sense successió. L'hereva, Talesa (possible neta de Garsenda i filla de Sanç, comte d'Aibar) es va casar el 1085 amb Gastó de Bearn que fou vescomte de Bearn el 1090 (Gastó IV de Bearn) i va incorporar el territori al Vescomtat de Bearn.

## Llista de vescomtes
- Odó I 945-1010
- Guillem 1010-?
- Bernat Odó II c. 1050-1080
- Talesa c. 1080-1131
- Gasto de Bearn (Gastó IV) 1185-1131
- a Bearn 1131.